# Tachina albifrons
Tachina albifrons är en tvåvingeart som först beskrevs av Walker 1836.  Tachina albifrons ingår i släktet Tachina och familjen parasitflugor. Inga underarter finns listade i Catalogue of Life.